# Président de La Rioja
Le président de La Rioja (en espagnol : Presidente de La Rioja) est le chef du pouvoir exécutif dans la communauté autonome espagnole de La Rioja.

## Élection
Il est élu par le Parlement de La Rioja, parmi ses membres, et nommé par le roi d'Espagne.
Le président du Parlement, après avoir consulté les partis politiques représentés au sein de l'assemblée, propose un candidat à la présidence de la communauté autonome. Celui-ci présente alors son programme politique, et se soumet à un vote. S'il obtient la majorité absolue des députés au premier tour, il sera considéré comme investi. Dans le cas contraire, un nouveau scrutin est organisé quarante-huit heures plus tard, au cours duquel la majorité relative est suffisante.
En cas d'échec, la procédure est recommencée depuis le début. Si aucun président n'a été élu dans les deux mois qui suivent le premier vote d'investiture, le Parlement sera dissous et des élections convoquées dans les soixante jours. L'assemblée nouvellement élue ne fera, cependant, que terminer la législature précédente.

## Fonctions
Le statut d'autonomie de 1982 dispose que « le président dirige et coordonne l'action du gouvernement, désigne et renvoie les conseillers, et exerce la plus haute représentation de la communauté autonome, et la représentation ordinaire de l'État sur ce territoire ». Il renvoie à une loi régionale le soin de préciser les fonctions du président. Il s'agit actuellement de la loi 8/2003 relative au gouvernement et aux incompatibilités de ses membres.

### Chef du gouvernement régional
Chargé de diriger et coordonner le programme et l'action du gouvernement régional, il crée et supprime les départements, ce dont il rend compte au Parlement, et nomme les conseillers, ainsi que les vice-présidents le cas échéant, dont il met fin aux fonctions. 
Il coordonne également les différents départements, résolvant les conflits de compétence entre eux, et le programme législatif du gouvernement. Il convoque les réunions du conseil de gouvernement (en espagnol : Consejo de Gobierno), dont il fixe l'ordre du jour, préside les sessions, conduit les débats et délibérations. Il en va de même en ce qui concerne les éventuelles commissions déléguées (Comisiones Delegadas). Il signe les décrets et décisions du gouvernement, et veille à leur application. Il signe les accords de coopération avec les autres communautés autonomes et accorde les distinctions régionales.

### Rapports avec le Parlement
Il peut, après consultation du conseil de gouvernement, poser la question de confiance, sur son programme ou une déclaration de politique générale, devant le Parlement de La Rioja, et dissoudre celui-ci, sachant que les députés nouvellement élus ne feraient que finir la législature interrompue. En sa qualité de plus haut représentant de la communauté autonome, il lui revient de convoquer les élections régionales.
Dans ses rapports avec l'assemblée, il veille à l'application des décisions parlementaires qui affectent le gouvernement, en particulier les demandes d'information, et lui rend compte des recours, en inconstitutionnalité ou conflit de compétence, déposés par l'exécutif devant le Tribunal constitutionnel.

### Représentant de l'État espagnol
Il s'agit ici, principalement, de compétences techniques. Il revient en effet au président de La Rioja de promulguer, au nom du roi d'Espagne, les lois régionales, et de les faire publier au Bulletin officiel de La Rioja (Boletín Oficial de La Rioja) et au Bulletin officiel de l'État (Boletín Oficial del Estado), au plus tard quinze jours après leur adoption. De même, il fait publier, au Bulletin régional, la nomination du président du tribunal supérieur de justice (TSJLR). Son unique tâche à caractère politique est de maintenir les relations avec le gouvernement de la Nation.